# 中型運載火箭
中型運載火箭（英語：Medium-lift launch vehicle，MLV）是指一種具備2,000至20,000公斤（4,400至44,100磅）近地轨道酬載能力的運載火箭。目前成功製造的國家有美國、俄羅斯、中國、日本、印度、烏克蘭、南韓和歐洲。

## 型號

### 服役中
- 聯合發射聯盟（ULA）—擎天神5號運載火箭：2002-2028年，有效酬載為9,750-18,810公斤（21,500-41,470磅）。
- 諾格創新系統（NGIS）—安塔瑞斯運載火箭：2013年服役至今，有效酬載為6,120－8,000公斤（13,490－18,000磅）。
- 俄羅斯航天國家集團（Roscosmos）—聯盟2號運載火箭：2004年服役至今，有效酬載為7,020-8,200公斤（15,480-18,100磅）。
- 俄羅斯航天國家集團（Roscosmos）—聯盟-1號火箭：2013年服役至今，有效酬載為2,850公斤（6,280磅）。
- 俄羅斯航天國家集團（Roscosmos）—安加拉1.2型運載火箭：2014年服役至今，有效酬載為3,800公斤（8,378磅）。
- 中国航天科技集团（CASC）—长征二号C运载火箭：1982年服役至今，有效酬載為4,000公斤（8,800磅）。
- 中国航天科技集团（CASC）—长征二号D运载火箭：1996年服役至今，有效酬載為4,000公斤（8,800磅）。
- 中国航天科技集团（CASC）—長征二號F運載火箭：1999年服役至今，有效酬載為8,600公斤（19,000磅）。
- 中国航天科技集团（CASC）—长征三号系列火箭：1984年服役至今，有效酬載為5,000-11,500公斤（11,000-25,400磅）。
- 中国航天科技集团（CASC）—长征四号系列火箭：1988年服役至今，有效酬載為3,800-4,200公斤（8,400-9,300磅）。
- 中国航天科技集团（CASC）—長征六號A運載火箭：2022年服役至今，SSO酬載為4000公斤（8,800磅）。
- 中国航天科技集团（CASC）—長征六號C運載火箭：2024年服役至今，SSO酬載為2400公斤（5,300磅）。
- 中国航天科技集团（CASC）—长征七号系列火箭：2016年服役至今，最大有效酬載為13,500公斤（29,800磅）。
- 中国航天科技集团（CASC）—長征八號運載火箭：2020年服役至今，SSO酬載為5,000公斤（11,000磅）。
- 中国航天科技集团（CASC）—長征八號A運載火箭：2025年服役至今，SSO酬載約為7,000（15,000磅）
- 中国航天科技集团（CASC）—长征十二号运载火箭：2024年服役至今，有效酬載為12,000（26,000磅）。
- 藍箭航天（LandSpace）—朱雀二號運載火箭：2022年服役至今，有效酬載為6,000公斤（13,200磅）。
- 天兵科技（Space Pioneer）—天龍二號運載火箭：2023年服役至今，有效酬載為2,000公斤（4,400磅）。
- 東方空間（OrienSpace）—引力一號運載火箭：2024年服役至今，有效酬載為6,500公斤（14,300磅）。
- 三菱重工（MHI）—H3運載火箭：2024年服役至今，最大有效酬載為16,500（36,400磅）。
- 印度空間研究組織（ISRO）—極軌衛星運載火箭：1992年服役至今，有效酬載為3,250公斤（7,170磅）。
- 印度空間研究組織（ISRO）—地球同步衛星運載火箭：2001年服役至今，有效酬載為5,000公斤（11,000磅）。
- 印度空間研究組織（ISRO）—运载火箭3型号：2014年服役至今，有效酬載為10,000公斤（22,000磅）。
- 韓國航空宇宙研究院（KARI）—世界號運載火箭：2021-2027年，有效酬載為2,600公斤（5,700磅）。

### 已退役
- 馬丁公司—泰坦2號雙子座運載火箭（英语：Titan II GLV）：1964-1966年，有效酬載為3,580公斤（7,900磅）。
- 馬丁公司—泰坦3號C運載火箭（英语：Titan IIIC）：1965-1982年，有效酬載為13,100公斤（28,900磅）。
- 馬丁·馬瑞塔—泰坦3號D運載火箭：1971-1982年，有效酬載為12,300公斤（27,100磅）。
- 馬丁·馬瑞塔—泰坦3號E運載火箭：1974-1977年，有效酬載為15,400公斤（34,000磅）。
- 克萊斯勒公司、麥道—土星1号运载火箭：1961-1975年，有效酬載為9,070公斤（20,000磅）。
- 聯合發射聯盟（ULA）—三角洲2號運載火箭：1989-2018年，有效酬載為6,100公斤（13,400磅）。
- 麥道—三角洲3號運載火箭：1960-1989年，有效酬載為8,290公斤（18,280磅）。
- 聯合發射聯盟（ULA）—三角洲4號中型系列運載火箭：2002-2019年，有效酬載為4,230-6,560公斤（9,285-14,475磅）。
- 通用動力—擎天神1號運載火箭：1990-1997年，有效酬載為2,340公斤（5,148磅）。
- 洛克希德·馬丁—擎天神2號運載火箭：1991-2004年，有效酬載為6,580公斤（14,506磅）。
- 洛克希德·馬丁—擎天神3號運載火箭：2003-2005年，有效酬載為10,218公斤（23,630磅）。
- 太空探索科技公司（SpaceX）—獵鷹9 V1.0型運載火箭（英语：Falcon 9 v1.0）：2010-2013年，有效酬載為10,450公斤（23,040磅）。
- 太空探索科技公司（SpaceX）—獵鷹9 V1.1型運載火箭（英语：Falcon 9 v1.1）：2013-2016年，有效酬載為13,150公斤（28,990磅）。
- 赫魯尼契夫國家航天研製中心—UR500運載火箭：1965-1966年，有效酬載為為8,400（18,500磅）。
- 第一實驗設計局（OKB-1）—聯盟運載火箭：1966-1975年，有效酬載為6,450公斤（14,220磅）。
- 南方機械製造廠（Yuzhmash）—旋風系列運載火箭：1967-1969年，有效酬載為3,000公斤（6,600磅）。
- 第一實驗設計局（OKB-1）—聯盟L型運載火箭：1970-1971年，有效酬載為5,500公斤（12,100磅）。
- 第一實驗設計局（OKB-1）—聯盟M型運載火箭（英语：Soyuz-M）：1971-1976年，有效酬載為6,600公斤（14,600磅）。
- 進步火箭航天中心（TsSKB-Progress）/ 俄羅斯航天國家集團（Roscosmos）—聯盟-U型運載火箭（英语：Soyuz-U）：1973-2017年，有效酬載為8,200公斤（15,212磅）。
- 進步火箭航天中心（TsSKB-Progress）/ 俄羅斯航天國家集團（Roscosmos）—聯盟U2型運載火箭（英语：Soyuz-U2）：1982-1995年，有效酬載為7,050公斤（15,540磅）。
- / 南方設計局（KB Pivdenne）——天頂2號運載火箭：1985-2004年，有效酬載為13,740公斤（30,290磅）。
- 海上發射公司（Sea Launch）—天頂3號SL運載火箭：1999-2014年，有效GTO酬載為6,060公斤（13,360磅）。
- 南方設計局（KB Pivdenne）—第聶伯運載火箭：1999-2015年，有效酬載為4,500公斤（9,900磅）。
- 俄羅斯航天國家集團（Roscosmos）—聯盟-FG型運載火箭：2001-2019年，有效酬載為6,900公斤（15,212磅）。
- 中華人民共和國航天工業部—长征二号A运载火箭:1974-1978年，有效酬載為2,000公斤（4,400磅）。
- 中國航天工業總公司—长征二号E运载火箭:1990-1995年，有效酬載為9,500公斤（20,900磅）。
- 三菱重工（MHI）—N-II運載火箭：1982-1987年，有效酬載為2,000公斤（4,400磅）。
- 三菱重工（MHI）—H-I運載火箭：1986-1992年，有效酬載為3,200公斤（7,100磅）。
- 三菱重工（MHI）—H-II运载火箭：1994-1999年，有效酬載為10,060公斤（22,180磅）。
- 三菱重工（MHI）—H-IIA运载火箭：2001-2025年，有效酬載為15,000公斤（33,069磅）。
- 三菱重工（MHI）—H-IIB運載火箭：2009-2020年，有效酬載為19,000（42,000磅）。
- 亞利安空間（Arianespace）—亞利安2號運載火箭：1986-1989年，有效GTO酬載為2,175公斤（4,795磅）。
- 亞利安空間（Arianespace）—亞利安3號運載火箭：1984-1989年，有效GTO酬載為2,700公斤（6,000磅）。
- 亞利安空間（Arianespace）—亞利安4號運載火箭：1990-2003年，有效酬載為5,000-7,600公斤（11,024-16,756磅）。
- 亞利安空間（Arianespace）—亞利安5號G型運載火箭：1996-2009年，有效酬載為16,000（35,000磅）。

### 開發中
- 火箭實驗室（Rocket Lab）—中子號火箭：有效酬載為15,000（33,000磅），回收有效酬載為13,000（29,000磅），預計2025年首飛。
- Stoke Space（Stoke Space）—Stoke Space Nova（英语：Stoke Space Nova）：回收有效酬載為3,000（6,600磅），預計2025年首飛。
- 螢火蟲太空（Firefly Aerospace）—日蝕運載火箭（英语：Eclipse (rocket)）：回收有效酬載為16,300（35,900磅），預計2026年首飛。
- 俄羅斯航天國家集團（Roscosmos）—聯盟5號運載火箭（英语：Soyuz-5 (rocket)）：有效酬載為18,000公斤（39,600磅），預計2025年首飛。
- 俄羅斯航天國家集團（Roscosmos）—聯盟7號運載火箭（英语：Soyuz-7）：有效酬載為13,600公斤（30,000磅），回收有效酬載為10,500（23,100磅），預計2028-2030年首飛。
- MLS—旋風4M運載火箭（英语：Cyclone-4M）：有效酬載為5,000（11,000磅），預計2025年首飛。
- 天兵科技（Space Pioneer）—天龍三號運載火箭：有效酬載為17,000（37,000磅），預計2025年首飛。
- 中科宇航（CAS Space）—力箭二號運載火箭：有效酬載約為12,000（26,000磅），預計2025年首飛。
- 星際榮耀（ISpace）—雙曲線三號運載火箭：有效酬載約為13,000（29,000磅），回收有效酬載為8,600（19,000磅），預計2025年首飛。
- 星河動力（Galactic Energy）—智神星一號運載火箭：有效酬載為4,000公斤（8,800磅），預計2025年首飛。
- 箭元科技（Space Epoch）—元行者一號運載火箭：有效SSO酬載為6,500公斤（14,300磅），預計2025年首飛。
- 亞利安空間（Arianespace）—下一代亞利安（英语：Ariane Next）Medium
- 韓國航空宇宙研究院（KARI）—KSLV-III（英语：KSLV-III）：其有效酬載為10,000公斤（22,046磅），預計2030年首飛。